# جون ليند (متزلج سريع)
جون ليند (بالنرويجية البوكمول: Johan Lind)‏ هو متزلج سريع نرويجي، ولد في 9 يناير 1942 في Mosjøen ‏ في النرويج.

## وصلات خارجية
- جون ليند على موقع SpeedSkatingBase.eu (الإنجليزية)
- جون ليند على موقع SpeedSkatingNews.info (الإنجليزية)
- جون ليند على موقع SpeedSkatingStats.com (الإنجليزية)
- جون ليند على موقع اللجنة الأولمبية الدولية (الإنجليزية)
- جون ليند على موقع أوليمبيديا (الإنجليزية)